# Junta Central de Beneficencia y Asistencia Social
La Junta Central de Beneficencia y Asistencia Social fue una institución semipública chilena encargada de la dirección, administración y construcción de los hospitales, casas de socorro, manicomios, asilos y orfanatos del país. Funcionó entre 1917-1952. Anteriormente denominada Consejo Superior de Beneficencia (1917-1925) y Junta Central de Beneficencia (1925-1952). Fusionada, junto con otros organismos de salud en el Servicio Nacional de Salud.
La Junta, en base una proposición del Dr. Alejandro del Río crea la Escuela de Servicio Social, basándose en la existente en Bruselas. Su primera Directora fue Jenny Bernier e inicio sus clases el 4 de mayo de 1925. La duración de los cursos eran de dos años (1925), pasado a ser tres (1932) junto con una memoria final para obtener el título. Inicialmente se permitía el ingreso de las enfermeras que podían obtener el título de enfermera-visitadora. En 1949 se le otorga la categoría de establecimiento universitario. A partir de enero de 1927 todos los hospitales o establecimientos de la Junta se establece una Oficina de Servicio Social.
En 1944 asumió las funciones de construcción de hospitales la recién creada Sociedad Constructora de Establecimientos Hospitalarios.
En 1948 se crea la Escuela de Técnica y Administración Hospitalaria encargada de la formación de Técnicos Laborantes (Tecnólogo Médico).

## Organización de la Junta Central
LA autoridad central era el
- Director general de Beneficencia y Asistencia Social; y
- La Junta Central integrada por el director general

Para la administración territorial se encontraba dividido en zonas hospitalarias a cargo de un médico jefe de zona.
- Datos: Q5956452